# Nakamura Taisuke
Taisuke Nakamura (中村 太亮 Nakamura Taisuke, sinh ngày 19 tháng 7 năm 1989 ở Kyoto) là một cầu thủ bóng đá người Nhật Bản hiện tại thi đấu cho câu lạc bộ tại J2 League Omiya Ardija.

## Sự nghiệp

### Sự nghiệp câu lạc bộ
Nakamura là sản phẩm của học viện trẻ Kyoto Sanga, gia nhập từ lúc 10 tuổi. Anh ra mắt tại J. League vào ngày 24 tháng 10 năm 2008 trong thất bại 2–1 trước Kawasaki Frontale, vào sân từ ghế dự bị thay cho Makoto Kakuda ở phút thứ 59. Anh ghi bàn thắng đầu tiên cho câu lạc bộ trong thất bại 2–1 trước Yokohama F. Marinos vào tháng 8 năm 2010. Từ năm 2008 đến 2011, anh có 46 lần ra sân và ghi 2 bàn thắng tại giải vô địch cho Sanga.
Ngày 11 tháng 1 năm 2012 có thông báo rằng Nakamura sẽ gia nhập Albirex Niigata theo dạng cho mượn cho mùa giải 2012.

### Sự nghiệp quốc tế
Vào tháng 8 năm 2009, anh được lựa chọn vào đội tuyển U-20 thi đấu một giải trẻ ở Alcúdia.

## Thống kê sự nghiệp
Cập nhật đến ngày 23 tháng 2 năm 2017.
| Thành tích câu lạc bộ | Thành tích câu lạc bộ | Thành tích câu lạc bộ | Giải vô địch | Giải vô địch | Cúp Hoàng đế Nhật Bản | Cúp Hoàng đế Nhật Bản | J. League Cup | J. League Cup | Tổng    | Tổng      |
| Season                | Câu lạc bộ            | Giải đấu              | Số trận      | Bàn thắng    | Số trận               | Bàn thắng             | Số trận       | Bàn thắng     | Số trận | Bàn thắng |
| --------------------- | --------------------- | --------------------- | ------------ | ------------ | --------------------- | --------------------- | ------------- | ------------- | ------- | --------- |
| 2008                  | Kyoto Sanga           | J1 League             | 1            | 0            | 0                     | 0                     | 1             | 0             | 2       | 0         |
| 2009                  | Kyoto Sanga           | J1 League             | 5            | 0            | 1                     | 0                     | 3             | 0             | 9       | 0         |
| 2010                  | Kyoto Sanga           | J1 League             | 26           | 1            | 6                     | 0                     | 2             | 0             | 34      | 1         |
| 2011                  | Kyoto Sanga           | J2 League             | 14           | 1            | 1                     | 0                     | –             | –             | 15      | 1         |
| 2012                  | Albirex Niigata       | J1 League             | 0            | 0            | 0                     | 0                     | 0             | 0             | 0       | 0         |
| 2013                  | Montedio Yamagata     | J2 League             | 38           | 2            | 2                     | 0                     | –             | –             | 40      | 2         |
| 2014                  | JEF United Chiba      | J2 League             | 42           | 4            | 4                     | 0                     | –             | –             | 46      | 4         |
| 2015                  | JEF United Chiba      | J2 League             | 36           | 1            | 2                     | 0                     | –             | –             | 38      | 1         |
| 2016                  | Júbilo Iwata          | J1 League             | 28           | 1            | 4                     | 0                     | –             | –             | 32      | 1         |
| Tổng cộng sự nghiệp   | Tổng cộng sự nghiệp   | Tổng cộng sự nghiệp   | 190          | 10           | 20                    | 0                     | 6             | 0             | 216     | 10        |